# Foltos fahágó
A foltos fahágó (Xiphorhynchus erythropygius) a madarak (Aves) osztályának verébalakúak (Passeriformes) rendjébe, valamint a fazekasmadár-félék (Furnariidae) családjába és a fahágóformák (Dendrocolaptinae) alcsaládjába tartozó faj.

## Rendszerezése
A fajt Philip Lutley Sclater angol ornitológus írta le 1859-ben, a Dendrornis nembe  Dendrornis erythropygia néven, innen helyezték jelenlegi nemébe.

## Alfajai
- Xiphorhynchus erythropygius aequatorialis (Berlepsch & Taczanowski, 1884)
- Xiphorhynchus erythropygius erythropygius (P. L. Sclater, 1860)
- Xiphorhynchus erythropygius insolitus Ridgway, 1909
- Xiphorhynchus erythropygius parvus Griscom, 1937
- Xiphorhynchus erythropygius punctigula (Ridgway, 1889)[2]

## Előfordulása
Mexikó, Belize, Guatemala, Honduras, Nicaragua és Salvador területén honos. A természetes élőhelye a szubtrópusi és trópusi  síkvidéki és hegyi esőerdők. Állandó, nem vonuló faj.

## Megjelenése
Átlagos testhossza 24 centiméter, testtömege 40-54 gramm.

## Külső hivatkozások
- Képek az interneten a fajról
- Internet Bird Collection - videók a fajról
- Xeno-canto.org - a faj hangja